# سامي بوسو
سامي بوسو ( Sammy Bossut )لاعب كرة قدم بلجيكي يلعب لنادي زولته فاريجيم البلجيكي، كما يلعب لمنتخب بلجيكا المشارك في بطولة كأس العالم 2014 في البرازيل .

## مسيرته الكروية
لعب سامي بوسو خلال مسيرته الاحترافية مع ناديين في سبعة عشر موسمًا ولم يسجل خلالها أي هدف ضمن 391 مباراة. حيث فاز في موسم واحد بالكأس ولم يفز بأي دوري.
خاض سامي بوسو مسيرته مع K.R.C. Harelbeke (2016 club) ‏ في موسم 2003–04 واستمر معه طيلة ثلاثة مواسم، مشاركًا في 8 مباريات ولم يسجل أي هدف. ثم انتقل إلى نادي زولته فاريجيم في موسم 2006–07 ليلعب معه أربعة عشر موسمًا، حيث شارك في 383 مباراة ولم يسجل أي هدف أيضًا.

## روابط خارجية
- سامي بوسو على موقع الاتحاد الدولي (مؤرشف)  (الإنجليزية)
- سامي بوسو على موقع الاتحاد الأوربي (الإنجليزية)
- سامي بوسو على موقع الاتحاد البلجيكي (الإنجليزية)
- سامي بوسو على موقع قاعدة بيانات كرة القدم.إي يو (الإنجليزية)
- سامي بوسو على موقع ليكيب (الفرنسية)
- سامي بوسو على موقع ناشيونال فوتبول تيمز (الإنجليزية)
- سامي بوسو على موقع Soccerway.com (الإنجليزية)
- سامي بوسو على موقع عالم كرة القدم.نت (الإنجليزية)
- سامي بوسو على موقع كووورة
- سامي بوسو على موقع AS.com (الإسبانية)